# 인 플레인 사이트
《인 플레인 사이트》(영어: In Plain Sight)는 2008년부터 2012년까지 USA 네트워크에서 방영한 드라마이다.